# Municipio de Upper Paxton
El municipio de Upper Paxton (en inglés: Upper Paxton Township) es un municipio ubicado en el condado de Dauphin en el estado estadounidense de Pensilvania. En el año 2000 tenía una población de 3.930 habitantes y una densidad poblacional de 58.4 personas por km².

## Geografía
El municipio de Upper Paxton se encuentra ubicado en las coordenadas 40°37′36″N 76°56′59″O / 40.62667, -76.94972.

## Demografía
Según la Oficina del Censo en 2000 los ingresos medios por hogar en la localidad eran de $39,864 y los ingresos medios por familia eran de $48,981. Los hombres tenían unos ingresos medios de $33,731 frente a los $26,509 para las mujeres. La renta per cápita de la localidad era de $17,945. Alrededor del 8,7% de la población estaba por debajo del umbral de pobreza.